# 涅曼
55°02′N 22°02′E / 55.033°N 22.033°E
涅曼 （俄语：Не́ман）旧称拉格尼特（德語： Ragnit）是俄羅斯加里寧格勒州東北部的一個城市，位於涅曼河畔，與立陶宛隔河相望。2002年人口12,714人。
1945年前屬德國，稱為Ragnit （原來是涅曼河一條支流的名稱）。